# Samsons
Samsons es una banda musical de género pop-rock formado en Yakarta, Indonesia, en el 2003. El grupo está formado por su vocalista Ariadinata, el guitarrista Irfan Aulia, el guitarrista Erik Partogi Siagian, el baterista Konde y el bajista Aldri Dataviadi.
La banda es una de las agrupaciones más conocidas por sus arreglos musicales de épica orquestal y por sus singles de éxito, como "Naluri Lelaki", "Kenangan Terindah", "Bukan Diriku", "Akhir Rasa Ini", "Di Penghujung Muda", "Luluh", "Kisah Tak Sempurna", "Hey Gadis", "Seandainya", "Tak Bisa Memiliki", "Hening" ,"Tak Ada Tempat seperti Surga" y "Masih (Mencintainya)". Su primer álbum titulado "Naluri Lelaki", fue lanzado en el 2006 y tuvo un gran éxito en la industria de la música de Indonesia. La banda ha sido ganadora de múltiples discos de platino, por las altas ventas de sus discos.

## Discografía
| Año  | Álbum                            |
| ---- | -------------------------------- |
| 2006 | Naluri Lelaki                    |
| 2007 | Penantian Hidup                  |
| 2008 | Penantian Hidup Platinum Edition |
| 2009 | Samsons                          |
| 2013 | Perihal Besar                    |